# Жёлто-зелёный полоз
Жёлто-зелёный полоз (лат. Hierophis viridiflavus) — вид змей рода стройные полозы семейства ужеобразных.

## Описание
Общая длина варьирует от 1 до 2,2 м. Голова средняя с большими глазами. Туловище стройное. Окраска зелёного или жёлтого цвета с широкими, неровными, тёмными, поперечными полосами на спине и по бокам, которые на хвосте уже выглядят как прерывистые, разорванные ленты. В некоторых районах Италии (в частности в Сицилии) встречаются популяции абсолютно чёрных особей.

## Распространение
Обитает в северо-восточной Испании, Франции, Италии, Словении, Хорватии, Швейцарии, на острове Мальта.

## Образ жизни
Предпочитает сухие, скалистые места, редколесья, поля. Активен днём. Питается ящерицами, мелкими млекопитающими и птенцами.
Это яйцекладущая змея. Самка в апреле—мае откладывает от 6 до 15 яиц. Молодые полозы длиной 20—25 см появляются через 6—8 недель. Продолжительность жизни составляет свыше 30 лет.